# 神恩独作论
神恩独作论（英語：monergism），又称「他力论」，是指基督教神学中，認為救贖完全是上帝的工作，毋須人類配合的理論。這個理論可見於宗教改革家馬丁·路德和約翰·喀爾文的神學思想當中。與路德不同，喀爾文據此進一步引申出「不可抗拒的恩典」的歸正宗之教條。
他力論者与阿民念派「合力论」持相反的观点，合力论者相信人的悔改得救是神人合作（神人同工）的結果。

## 内容
《神恩独作论》是喀爾文宗的知名論點，指惟有上帝有能力讓人得救，人完全無法有任何作為，他們反對人類與上帝合作以达到救赎的《合力論》。
喀爾文非常重視上帝不可侵犯的主權，因此把人的得救完全歸於上帝的預定（《預選說》），也就是「無條件的揀選」以及「不可抗拒的恩典」，但喀爾文派門徒在《預定論》的觀念方面也有分歧，有「單一預定論」和「双重预定论」兩派。
「單一預定論」，又稱「墮落後預定論」，持此論的喀爾文宗門徒認為，自人類始祖亞當開始，每個人都是墮落的，本來就都是罪人，本來每個人都應該因為罪而墮入地獄，且任何行善或是信仰都不足以得救。但神愛世人，而主動預定拯救了一些天選之人，沒有得救的人是自作孽罷了。
「双重预定论」，又稱「墮落前預定論」，時常被諷為「預定受罰論」。持此论的喀爾文宗門徒則認為，上帝預定拯救了一些人的同時，也預定了某些人的墮落，人的成敗與人的墮落與否，完全歸於天意。

## 支持的論調
「預定論」準確來說並非單純的宿命論，人仍需按著上帝所賜的自由意志做出選擇，而其本人也必須為此選擇擔負責任。雖然是上帝預定了天選之人，但這是由上帝的超然角度來看；依照凡夫俗子的角度看來，每一個人都應該做好自己的選擇。
如果認為人的得救是需要事先得到他自己同意，會產生以下問題：
1. 傳道人會以為，只要能吸引人信耶穌，可以使用成功神學、社會福音、心理學技巧等推銷伎倆。
2. 傳道人會以為應先向皈依基督機會高的社群傳福音，例如吸毒者及弱勢群體。
3. 信徒失去得救的確據，如果有一天他們患了失智症，忘記了自己是基督徒，就有可能變成會拒絕耶穌。
4. 信徒會以為既然已經選擇了信耶穌，又既然得救是因著信而不是因著行為，他們就可以按著實際情況，在某個範圍裡隨意犯罪了。

然而，明白救恩獨作論的人絕不會這樣，應該知道：
1. 傳福音最重要是祈禱。
2. 既然我們不知道上帝會救誰，我們只能按照耶穌基督的吩咐，不管甚麼人都要向他們傳福音。
3. 得救的確據在上帝手上才是最可靠。
4. 由於上帝沒有直接告訴你是否得救，只應許賜下聖靈，我們就只能透過聖靈在我們生命中結果子才能知道，因此，一個繼續犯罪的人絕不可能是得救的人。

## 反對的論調
阿民念個人一開始是反對「預定受罰論」，因為這種極端的喀爾文主義，必然導致上帝成為罪惡的判官。如此一來，人就不需要為自己的罪過負責，那麼人所做的一切都無關痛癢，倫理道德也無關緊要，人只要蒙了上帝的揀選，為非作歹也無所謂，反正最後都會得救；反觀那些命定要墮落的人，他們行惡都是出於無奈，不應該受到上帝的責備。如此一來，喀爾文派的信徒就是十足的宿命論者，他完全違反福音的本質，也違反「上帝是愛」的經文，並且違反了上帝所賜給人的自由意志。不久後阿民念也反對單一預定論的主張，因為此論的主張，仍然把上帝看做是人類墮落的始作俑者。
阿民念並沒有把「揀選」和「預定」從他的神學理論中除去，只是阿民念認為人得救的預定，乃是出於上帝的「預知」。他認為預定的前提應當把耶穌基督被預定帶來的救贖列為首要。亞當的墮落並非出於天命，而是上帝的容許，因為上帝給人類自由意志，上帝便不會也不願操弄人的自由意志，自然也無法防止人類可能發生的墮落光景。阿民念相信，上帝在這件事上作了自我限制，如此就成就了上帝完全的恩典。這意思也就是說人可以抗拒這份恩典。
喀爾文派主張人無法抗拒上帝恩典，因此他們認為阿民念的說詞，無疑是救恩的完成乃是人的選擇為關鍵性因素，那麼接受救恩的人便是作了一個「善行」賺取救恩，那麼人就可以幫助自己得救，人也可以誇口自行稱義了。
但阿民念解釋，這並非出於人的自救，而是有上帝先行的恩典，他認為人得救是因為在基督裡重生的恩典，有了這個超自然的恩典，人才能在意志上傾向善的表現，這關鍵就在人在自由意志中是拒絕或是接受，而那些接受的人就可以稱義。雖然阿民念的主張是「神人合作說」，但阿民念把救恩的主動權是交在上帝的手裡，所以在阿民念派的第三條信條中，阿民念派仍然強調人自己沒有那使他得救的信念，也沒有自由意志的能力，人需要倚靠聖靈在基督裡重生的恩典更新，這條主張便是刻意強調他們與伯拉糾主義或半伯拉糾主義的不同和對立。